# بينوا بنيامين
بينوا بنيامين (بالإنجليزية: Benoit Benjamin)‏ مواليد 22 نوفمبر 1964 في مونرو، هو لاعب كرة سلة أمريكي معتزل. بدأ مسيرته الاحترافية في سنة 1985. تم اختياره من قبل فريق لوس أنجلوس كليبرز خلال الدرافت. يبلغ طوله 7 قدم 0 بوصة (2.1 م). اعتزل اللعب في 2001. أحرز خلال مسيرته في الإن بي إيه 9223 نقطة بمعدل 11.4 نقطة في المباراة الواحدة.

## المسيرة الاحترافية
لعب مع لوس أنجلوس كليبرز من سنة 1985 إلى 1991، ثم لعب مع سياتل سوبرسونيكس من سنة 1990 إلى 1993، ثم لعب مع لوس أنجلوس ليكرز في سنة 1993، ثم لعب مع بروكلين نتس من سنة 1993 إلى 1995، ثم لعب مع فانكوفر جريزليز في سنة 1995، ثم لعب مع ميلووكي باكز في موسم 1995–1996، ثم لعب مع تورونتو رابتورز في سنة 1996، ثم لعب مع فيلادلفيا سفنتي سيكسرز في سنة 1998.

## روابط خارجية
- بينوا بنيامين على موقع إن بي أي (الإنجليزية)
- بينوا بنيامين على موقع سبورتس رفرنس (الإنجليزية)
- بينوا بنيامين على موقع كرة السلة الأوروبية.كوم (الإنجليزية)
- بينوا بنيامين على موقع كلية كرة السلة في سبورتس رفرنس.كوم (الإنجليزية)
- بينوا بنيامين على موقع ريلجم (الإنجليزية)
- بينوا بنيامين على موقع بروبوليرز (الإنجليزية)